# パシラ

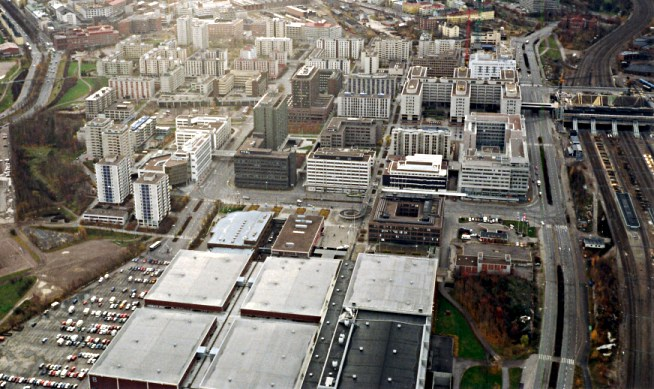
1989年頃のパシラ東地区

パシラ(フィンランド語: Pasila、スウェーデン語: Böle)は、フィンランドの首都ヘルシンキ中心部の北側に位置する地区で、アルッピラ地区とは南側で、セントラルパーク(Keskuspuisto)とは西側でヴァリッラ地区とは東側でそれぞれ接している。
パシラ地区は東側と西側が広大な操車場で隔てられ、パシラ地区の中心部は現在、ヘルシンキ市当局の下都市開発計画が進められている。 スポーツやコンサートが行われるハートウォールアリーナが2つの鉄道路線の分岐点近くにある。
パシラ東地区(Itä-Pasila)は商業地区となっていてパシラ駅の他ホリデーイン(Holiday Inn hotel)、ヘルシンキファエアセンターなどのホテルやコンベンションセンターが立地する。東地区には3,500人が居住しており、ほとんどの建物は1970年代に建てられたものである。文教施設では、ヘルシンキビジネスカレッジやハーガヘリア大学が立地する。
パシラ西地区(Länsi-Pasila)は1980年代に開発され、主に住宅地区となっておりおよそ4,500人が居住している。西地区の住宅群は赤いレンガが外壁に使われている。フィンランドの国営放送局であるフィンランド国営放送や民放局のMTV3がこの地区の北側に立地している。ヘルシンキでの居住地好感度調査で94あるヘルシンキの地区内ではパシラ西地区は74位、パシラ東地区は92位であった。
パシラ地区の開発が進む前は古い木造の住宅群が立地しており、パシラ地区一帯は「木のパシラ」(Puu-Pasila)と呼ばれていたが、現在でも少数の木造の家屋が建っている。

## 地区データ
- 面積 4.29km²
- 人口 8,127人(2004年1月1日現在)
- 人口密度 1,894人/km²